# Río Blanco, Puebla
Río Blanco är en ort i Mexiko.   Den ligger i kommunen Chignahuapan och delstaten Puebla, i den sydöstra delen av landet, 120 km öster om huvudstaden Mexico City. Río Blanco ligger 2 353 meter över havet och antalet invånare är 305.
Terrängen runt Río Blanco är huvudsakligen kuperad, men norrut är den platt. Runt Río Blanco är det ganska tätbefolkat, med 54 invånare per kvadratkilometer. Närmaste större samhälle är Zacatlán, 18,9 km norr om Río Blanco. I omgivningarna runt Río Blanco växer i huvudsak blandskog.